# サミュエル・ボウルズ
サミュエル・ボウルズ（Samuel Bowles、1939年 - ）は、アメリカ合衆国の経済学者。指導的なラディカル派経済学者であり、ラディカル政治経済学会の会員である。

## 略歴
- 1939年　コネティカット州ニューヘイブンに生まれる。
- 1960年　イェール大学よりBAを取得（別の資料によると1961年にイェール大学で数学の学士号を取得）。
- 1962年　ハーバード大学で数学の修士号を取得。
- 1965年　ハーバード大学から経済学の博士号を得た（学位論文は『計画的教育システム』）。
- 1971年　ハーバード大学で教え始める。
- 1974年　アムハーストにあるマサチューセッツ大学経済学部の学部長職につく。
- 1974年 - 1976年　『レビュー・オブ・ラディカル・ポリティカル・エコノミクス』の編集者を務める。
- 1978年　一般経済センターの運営委員会の委員となる。
- 1989年　イタリアのシエナ大学の経済学部客員教授。
- 2001年　サンタフェ研究所のアーサーシュピーゲル研究教授職にあり、行動科学プログラムのディレクターを務めている。
- 2002年 - 現在　同じくイタリアのシエナ大学の経済学部客員教授である。
- 2003年　長年、ミクロ経済学と制度の理論を教えてきたマサチューセッツ大学の名誉教授である。
- 2005年　ブダペストの中央ヨーロッパ大学の教授である。
- 2006年　経済理論に対する彼の高い功績に対してレオンチェフ賞を受賞。
- 2022年 クラリベイト引用栄誉賞受賞。

## 業績
- ボウルズは、長年の盟友となるハーバート・ギンタスと同様、もともと新古典派経済学を学んだが、1960年代から1970年代にかけての激動期を通じて、正統派経済学に対して根元的な懐疑を抱くようになり、マルクス経済学の概念的枠組みにつよく傾斜し、ラディカル・エコノミックスという新しい経済学の考え方を定式化し、発展させてきた。
- 主な研究としては、教育を通じて不平等が是正されないメカニズムを精緻に分析した『アメリカ資本主義と学校教育』[1]、また現代アメリカの直面する経済的困難の原因を、アメリカ経済を支える広範な社会的・制度的構造にまで遡ってえぐり出し打開策を提示した『アメリカ衰退の経済学』[2]などがある。

- また資本主義的労働過程に内在する権力関係の構造を分析するモデルとして抗争交換モデルを提示して[3]、労働現場への参加の決定権（採用／解雇の権限）を握る雇用者が、労働者による労働努力の発揮態度を自己に有利な方向に誘導することを示し、同じく雇い主－労働者の間の情報の非対称性の点から出発するが、交渉の参加主体の構成を所与と考える取引費用経済学やプリンシパル＝エージェント理論とは異なる分析視座を提供した。抗争交換モデルは、労働市場だけでなく、借り手がどのような条件を提示しても資金を調達できない現象が生じる資本市場の分析にも用いられる。抗争交換モデルは、初出論文の副題「資本主義の政治経済学のための新しいミクロ的基礎」が示す通り、これまでマクロ・レベル（階級間レベル）でとらえられがちだった資本主義内の権力関係を、ミクロ・レベル（個人間レベル）から分析し得るツールである。

- 現在でも不平等の原因とその帰結についての研究は、ボウルズの中心的関心の一つだが、最近ではそれに加えて、最新の行動経済学や進化心理学の成果を下にした「互恵的利他行動」の研究[4]にも力を注いでいる。

## 教育と不平等
- 「教育制度は、経済の社会的関係との対応を通じて、経済的不平等を再生産し、人格的発達を歪めるという役割を果たしている」（『アメリカ資本主義と学校教育』）。

- ボウルズとギンタスは、教育の社会的関係が生産の社会的関係と構造的に対応しているという「対応原理」を主張した。

- 1960年代にアメリカ合衆国で全国的に実施された、デューイらの進歩的教育論（Progressive education）に基づく、教育の不平等を是正するためにおこなわれた財政的な再分配政策は、1966年アメリカ教育省による大規模な調査、これを元にした1968年のコールマン報告、そして1972年ジェンクスら『不平等－アメリカにおける家族と学校教育の効果に関する再評価』などによって、不平等の是正という意図された結果を生み出さなかったことが説得的に示された。この結果（失敗）に対して、アーサー・ジェンセン、リチャード・ハーンシュタインは、経済的、社会的不平等といったものは、遺伝学的に決まってくるIQ（知能指数）の格差にもとづくものであって（いわゆる「IQ」論）、遺伝学的特性である以上、どのような改革を行おうと学校教育によって変えることはできないと主張した。

- ボウルズは、ネルソンとともに[5]、統計データを用いて、この「IQ」論を批判した。親の経済的成功という変数を統制すると、IQ指数と子供の経済的成功とは、ほぼ相関がなくなる。またギンダスとの最初の共同論文[6]では、「IQ（知能指数）は経済的成功にとって基本的に重要である」という通念が統計的に吟味され反駁され、経済的・社会的不平等はむしろ家庭生活と学校教育によって再生産され、IQ指数はそうした再生産の副産物に過ぎないことが示された。

- ボウルズらによれば、進歩的教育論にもとづく教育制度の改革が失敗続きだった最大な原因は、社会統合、平等化、人格的発達という学校教育の機能が、法人資本主義という経済的、社会的体制のもとでは整合的なかたちで働くことができなかったからである。つまり「抑圧、個人の無力化、所得の不平等、機会の不平等は歴史的にみて、教育制度に起因するものではないし、不平等で、抑圧的な今日の学校から生みだされたものではない。抑圧と不平等の起源は、資本主義経済の構造と機能のなかにある。この点に、社会主義の国々をも含めて現代の経済体制を特徴づけるものがあって、人々が経済的生活の管理に参加することを不可能にしている。」[7]

## 著作
- Planning Educational Systems for Economic Growth (Harvard University Press, M.A., 1969).
- Schooling in Capitalist America: Educational Reform and the Contradictions of Economic Life, co-authored with Herbert Gintis (Basic Books, N.Y., 1976).
  - 『アメリカ資本主義と学校教育―教育改革と経済制度の矛盾 (2) (岩波モダンクラシックス)』宇沢弘文訳（岩波書店、2008年）
- Notes and Problems in Microeconomic Theory, co-authored with David Kendrick, 1st ed., with Peter Dixon, 2nd ed. (North Holland Texts in Mathematical Economics, Amsterdam, 1980).
- Democracy and Capitalism: Property, Community, and the Contradictions of Modern Social Thought, co-authored with Herbert Gintis (Basic Books, N.Y., 1986).
- The Politics and Economics of Power, with M. Franzini and U. Paguano (Routledge, London, 1998).
- Recasting Egalitarianism: New Rules for Markets, Communities and States, with Herbert Gintis (Verso, London, 1999).
  - 『平等主義の政治経済学―市場・国家・コミュニティのための新たなルール』遠山弘徳訳（大村書店、2002年）
- Meritocracy and Economic Inequality, co-edited with Kenneth Arrow and Steven Durlauf (Princeton University Press, N.J., 2000).
- Foundations of Human Sociality: Economic Experiments and Ethnographic Evidence from 15 small-scale societies, co-authored and co-edited with Joe Henrich, Robert Boyd, Colin Camerer, Ernst Fehr, and Herbert Gintis (Oxford University Press, Oxford, 2004).
- Microeconomics: Behavior, Institutions, and Evolution (Princeton University Press, N.J., 2004).
  - 『制度と進化のミクロ経済学 (叢書《制度を考える》)』 塩沢由典, 磯谷明徳, 植村博恭訳（NTT出版、2013年）
- Unequal Chances: Family Background and Economic Success, co-edited with Herbert Gintis and Melissa Osborne Groves (Princeton University Press and Russell Sage Foundation, 2005).
- Moral Sentiments and Material Interests: The Foundations of Cooperation in Economic Life, co-edited with Robert Boyd, Ernst Fehr and Herbert Gintis (MIT Press, M.A., 2005).
- Poverty Traps, co -authored and co-edited with Steven Durlauf and Karla Hoff (Princeton University Press, N.J., 2005).
- Understanding Capitalism: Competition, Command, and Change, with Frank Roosevelt and Richard Edwards, 3rd ed. revised (Oxford University Press, Oxford, 2005).
- Globalization and Egalitarian Redistribution, co-edited with Pranab Bardhan and Michael Wallerstein (Princeton University Press and Russell Sage Foundation, 2005).
- Inequality, Cooperation, and Environmental Sustainability, co-edited with Jean-Marie Baland and Pranab Bardhan (Princeton University Press, N.J., 2006).
- The New Economics of Inequality and Redistribution (Cambridge University Press, 2012)
  - 『不平等と再分配の新しい経済学』 佐藤良一・芳賀健一訳、大月書店、2013年
- A cooperative species: human reciprocity and its evolution, with Herbert Gintis (Princeton University Press, 2013)
  - 『協力する種』竹澤正哲監訳、大槻久ほか訳（NTT出版、2017年）
- The Moral Economy: Why Good Incentives Are No Substitute for Good Citizens (New Haven, Connecticut: Yale University Press, 2016)
  - 『モラル・エコノミー　インセンティブか善き市民か』植村博恭・磯谷明徳・遠山弘徳訳、筑摩書房〈ちくま学芸文庫〉、2024年